# Andreas Otto Weber
Andreas Otto Weber (* 18. Dezember 1965 in München) ist ein deutscher Historiker. Seit 2015 ist er außerplanmäßiger Professor an der Friedrich-Alexander-Universität Erlangen-Nürnberg.

## Leben
Er studierte Geschichte und Geographie an der Ludwig-Maximilians-Universität München und der Technischen Universität München (1993 Magister Artium). Nach der Promotion 1997 zum Dr. phil. war er von 1997 bis 1999 wissenschaftlicher Mitarbeiter der Kommission für Wirtschafts- und Sozialgeschichte der Bayerischen Akademie der Wissenschaften, München. Von 2000 bis 2012 war er wissenschaftlicher Assistent am Lehrstuhl für Bayerische und Fränkische Landesgeschichte der Friedrich-Alexander-Universität Erlangen-Nürnberg. Seit 2008 ist er Privatdozent am Lehrstuhl für Bayerische und Fränkische Landesgeschichte der Friedrich-Alexander-Universität Erlangen-Nürnberg. Seit 2013 ist es Direktor des Hauses des Deutschen Ostens (HDO).

## Schriften (Auswahl)
- Untersuchungen zur Grund- und Dorfherrschaft des Klosters Prüfening im späten Mittelalter am Beispiel des Winzerdorfes Matting. Magisterarbeit, Universität München 1993. hds.hebis.de gateway-bayern.de gateway-bayern.de
- Studien zum Weinbau der altbayerischen Klöster im Mittelalter. Altbayern – österreichischer Donauraum – Südtirol (Vierteljahrschrift für Sozial- und Wirtschaftsgeschichte, Beiheft 141), Stuttgart 1999, ISBN 3-515-07290-X.
- Bamberg im 11. Jahrhundert. Volk, München 2012, ISBN 978-3-86222-064-9.
- Die Anfänge der fränkischen Weinkultur – von der Karolingerzeit bis zur ersten Jahrtausendwende. Wiesbaden 2019, OCLC 1130265939.